# Martha Raye
Martha Raye, geboren als Margy Reed (Butte, 27 augustus 1916 - Los Angeles, 19 oktober 1994), was een Amerikaanse actrice, comédienne en zangeres. Raye trad op in films en televisie, en speelde eveneens op Broadway. In 1969 werd ze bij de Academy Awards geëerd met een Jean Hersholt Humanitarian Award voor haar vrijwillige diensten aan de Amerikaanse militaire troepen.

## Levensloop
Raye werd geboren in Butte, als dochter van de Ierse immigrant Peter F. Reed Jr. en de uit Montana afkomstige Maybelle Hazel Reed-Hooper. Haar ouders traden op in een plaatselijk vaudevilletheater onder de naam Reed and Hooper.

## Carrière
Als tiener in de vroege jaren 30 begon Raye haar carrière als zangeres bij de orkesten van Paul Ash en Boris Morros. Haar eerste filmoptreden was in 1934. In 1936 tekende ze een contract bij Paramount Pictures waar ze vooral komische rollen zou vertolken, zoals in Rhythm on the Range naast Bing Crosby. Raye maakte haar debuut op Broadway in de musical Calling All Stars, en zou later hoofdrollen spelen in Hold On to Your Hats, Hello, Dolly! en No, No, Nanette.
Van 1936 tot 1939 speelde ze een prominente rol in het radioprogramma The Lifebuoy Program van Al Jolson. Ook zou ze in die jaren in films verschijnen naast populaire komieken zoals Joe E. Brown, Bob Hope, W.C. Fields, Abbott en Costello, Charlie Chaplin en Jimmy Durante. In 1942 sloot Raye zich aan bij de United Service Organizations, kort nadat de Verenigde Staten betrokken raakte bij de Tweede Wereldoorlog.
Raye stond bekend om de grootte van haar mond. Hierdoor kreeg ze de bijnaam The Big Mouth. Haar mond zou haar acteerwerk in films beperken tot komische rollen. In de Disney-tekenfilm Mother Goose Goes Hollywood werd ze gekarikaturiseerd terwijl ze danst met Joe E. Brown, nog een acteur die bekend stond om de grootte van zijn mond. In de Warner Bros tekenfilm The Woods Are Full of Cuckoos werd ze gekarikaturiseerd als een jazz zingende ezel genaamd "Moutha Bray".
In 1969 werd Raye de Jean Hersholt Humanitarian Award toegekend tijdens de 41ste Oscaruitreiking. Ze was de eerste vrouw die de prijs ontving. In 1993 ontving ze de Presidential Medal of Freedom uit handen van president Bill Clinton.

## Televisiewerk
Raye was een van de eerste sterren op de Amerikaanse televisie. Van 1954 tot 1956 had ze haar eigen TV-show, The Martha Raye Show, waar ze naast Rocky Graziano speelde. Gastrollen werden vertolkt door onder andere Zsa Zsa Gábor, Cesar Romero en Wayne Lamb.
In de jaren 70 en 80 maakte Raye reclame voor Polident, een reinigingsmiddel voor kunstgebitten.

## Latere jaren
In 1970 speelde Raye in de musical-komedie Pufnstuf van de Krofft Brothers, en in de kinderserie The Bugaloos. Raye vertolkte in haar latere jaren veelal gastrollen in programma's zoals The Love Boat, Alice, Murder, She Wrote en McMillan & Wife. Haar laatste filmoptreden was in de rampenfilm The Concorde ... Airport '79.

## Privéleven
Het persoonlijke leven van Raye was complex en tumultueus. Ze trouwde zeven keer. Haar laatste huwelijk was met Mark Harris, van 1991 tot haar dood in 1994. Raye had één kind, een dochter genaamd Melodye, vernoemd naar Raye's overleden zuster.
Raye was een methodist. Ze ging regelmatig naar de kerk, las dagelijks de Bijbel en gaf les op een zondagsschool.
Op 14 augustus 1956 probeerde Raye zelfmoord te plegen door een overdosis slaappillen in te nemen.
Martha Raye stierf op 19 oktober 1994 op 78-jarige leeftijd aan de gevolgen van longontsteking.